# サブウェイ・シリーズ
サブウェイ・シリーズ（英: Subway Series）は、ニューヨーク市内に拠点を置くメジャーリーグベースボール（MLB）のチーム同士のライバル対決試合である。これらチームの現在またはかつてのホーム球場は全てニューヨーク市地下鉄によってアクセスできるため、この名前がついた。
歴史的にこの用語は、ニューヨーク市内のチーム同士によるワールドシリーズでの対決を指して使用されてきた。ニューヨーク・ヤンキースはニューヨーク市内の球団で唯一アメリカンリーグ（ア・リーグ）に所属するチームであるため、ワールド・シリーズのサブウェイ・シリーズではア・リーグ側のチームは必ずヤンキースである。対するナショナルリーグ（ナ・リーグ）には、ニューヨーク・ジャイアンツ（1885 - 1957年）、ブルックリン・ドジャース（1932 - 1957年）、そしてニューヨーク・メッツ（1962年 - ）が所属する。ヤンキースの対戦成績は、14度のサブウェイ・シリーズのうち11勝3敗である。
1997年より、サブウェイ・シリーズという語は、レギュラー・シーズン中のインターリーグ（ア・リーグとナ・リーグの交流試合）におけるヤンキースとメッツの試合に対して多く使用されるようになった。メッツとヤンキースは2000年のワールドシリーズでも対戦した。

## 19世紀のトローリー・シリーズ
ニューヨーク（マンハッタン）のオールスターチームとブルックリンのオールスターチームによる組織的な試合は1850年代まで遡るが、初めての実際の“ワールド・チャンピオンシップ・シリーズ”におけるニューヨークーブルックリン対決は1889年に行われた。これは、1898年のグレーター・ニューヨーク法案によってブルックリンがニューヨーク市に合併される9年以上前のことであった。この対戦ではニューヨーク・ジャイアンツがアメリカン・アソシエーションのブルックリン・ブライドグルームスと対戦し勝利した。ブルックリン・ブライドグルームスは「トローリー・ドジャース」とも呼ばれていた。このシーズン以降に、ブルックリンはこのアソシエーションから脱退し、ア・リーグに加盟した。こうして、その後、数々のニューヨーク市内対決が繰り広げられることとなった。
1889年のこのシリーズは、サブウェイ・シリーズではなく「トローリー・シリーズ」（Trolley Series）と呼ばれるべきだという主張がある。これは、ニューヨーク市地下鉄は1904年になってやっと開業したためで、それ以前のアクセスは路面電車（トローリー）や高架鉄道によるものであったためである。

## 20世紀初頭から中旬のサブウェイ・シリーズ
1920年代までには、地下鉄によってそれ以前の高架鉄道が置き換えられてゆき、市内の主要公共交通機関となり、市内の3つの球場間を移動する手段となった。これらの球場、アッパー・マンハッタンのポロ・グラウンズ、ブロンクス区のヤンキー・スタジアム、そしてブルックリンのエベッツ・フィールドへは、155丁目の高架駅と地下鉄駅、161丁目駅、そしてプロスペクト・パーク駅がそれぞれ最寄駅となっている。ニューヨーク市の地下鉄および高架鉄道の事業者である、IRT、BRT/BMT、そしてINDは1940年までは互いに独立の競争相手であった。
サブウェイ・シリーズ対決の際には、それぞれの球場間は地下鉄を使って移動することができた。初めて「サブウェイ・シリーズ」という言葉が用いられた時期は、不明である。「ニッケル・シリーズ」（Nickel Series）という用語は1927年の新聞に記載されており、1928年の新聞では「サブウェイ・シリーズ」という用語が確認されている。ニッケル（5セント硬貨）は、当時のニューヨーク市地下鉄の運賃であった。1934年には、この年にニューヨーク市内で開催されるオールスター・ゲームに関する記事において、この年のワールドシリーズでジャイアンツとヤンキースが対戦するサブウェイ・シリーズが行われる可能性について議論されており、この頃には「サブウェイ・シリーズ」は確実に一般的な言葉となっていた。結果的には、1934年には両チームともにワールドシリーズへ進出することはできなかった。

### ヤンキース–ジャイアンツ
1921年に初めてのサブウェイ・シリーズが実現した。1921年と1922年の、ジャイアンツとヤンキースのサブウェイ・シリーズ対戦はすべて、ポロ・グランドのみで行われた。両年ともジャイアンツがヤンキースを下し、ワールドシリーズを制した。1911年のシーズンでは、ヤンキースが当時のホーム球場のヒルトップ・パークをジャイアンツと共有することを許可し、また逆に、1913年よりジャイアンツはヤンキースがポロ・グラウンドを共有することを許可していた。しかし、その友好関係を覆すように、1920年半ばにヤンキースは、1922年のシーズンを持って球場を共有する契約を打ち切る退去通知を受け渡された。ヤンキースは1923年に新しい球場を開場した。そして、この年は、3年連続となったサブウェイ・シリーズにおいて、ヤンキースが初めてジャイアンツを破りワールドシリーズを制した。これは、2008年に旧ヤンキー・スタジアムが閉鎖されるまでに26度のワールドシリーズ優勝を誇るヤンキースにとって初めての優勝であり、初めてのサブウェイ・シリーズでの勝利であった。
1923年、1936年、1937年、そして1951年のワールドシリーズの球場となったポロ・グラウンドと旧ヤンキー・スタジアムは、ハーレム川に架かるマコームズ・ダム橋を渡って徒歩で行き来できる距離にあった。もちろん、両球場の隣には地下鉄の駅がある。

### ヤンキース–ドジャース
1941年にドジャース（愛称 Dem Bums）が1920年以来ぶりにワールドシリーズに進出したことで、ヤンキース（愛称Bronx Bombers）とのサブウェイ・シリーズが再び実現した。ここでプレーした選手の幾人かは殿堂入りしている。この対戦では幾つかの歴史的な達成があった。ジャッキー・ロビンソンが人種の壁を破り、アフリカ系アメリカ人として初めてワールドシリーズをプレーした。さらに、ドン・ラーセンがワールドシリーズ史上初めてパーフェクト・ゲームを達成した（2016年現在でも、ワールドシリーズで完全試合を達成した選手は彼一人である）。ヤンキース対ドジャースによるサブウェイ・シリーズは1941年から1956年までの間に7度行われた。これらの対戦から、サブウェイ・シリーズと言えば、ニューヨーク（ヤンキース）対ブルックリン（ドジャース）と人々に記憶されるようになった。この時期にニューヨーク市内に強豪が2チーム存在したことから、ニューヨーク市を「野球の首都」（The Capital of Basebal）と呼ぶ解説者もいた。これら7度のサブウェイ・シリーズにおいて、ブルックリンが勝利したのは1955年の一度だけである。

### ワールド・シリーズ対戦結果
ア・リーグ発足以降のニューヨーク市内の球団対決となったワールドシリーズの対戦一覧は以下のとおり：
- 1921：ニューヨーク・ジャイアンツがニューヨーク・ヤンキースに勝利、5–3.
- 1922：ニューヨーク・ジャイアンツがニューヨーク・ヤンキースに勝利、4–0–1.
- 1923：ニューヨーク・ヤンキースがニューヨーク・ジャイアンツに勝利、4–2.
- 1936：ニューヨーク・ヤンキースがニューヨーク・ジャイアンツに勝利、4–2.
- 1937：ニューヨーク・ヤンキースがニューヨーク・ジャイアンツに勝利、4–1.
- 1941：ニューヨーク・ヤンキースがブルックリン・ドジャースに勝利、4–1.
- 1947：ニューヨーク・ヤンキースがブルックリン・ドジャースに勝利、4–3.
- 1949：ニューヨーク・ヤンキースがブルックリン・ドジャースに勝利、4–1.
- 1951：ニューヨーク・ヤンキースがニューヨーク・ジャイアンツに勝利、4–2.
- 1952：ニューヨーク・ヤンキースがブルックリン・ドジャースに勝利、4–3.
- 1953：ニューヨーク・ヤンキースがブルックリン・ドジャースに勝利、4–1.
- 1955：ブルックリン・ドジャースがニューヨーク・ヤンキースに勝利、4–3.
- 1956：ニューヨーク・ヤンキースがブルックリン・ドジャースに勝利、4–3.
- 2000：ニューヨーク・ヤンキースがニューヨーク・メッツに勝利、4–1.

## エキシビジョン・シリーズ
1940年以前に行われた、ヤンキース対ジャイアンツの5度のサブウェイ・シリーズに加え、この2チームは幾度かエキシビジョン・シリーズ（exhibition series）でも対戦している。この対戦は別名「シティ・シリーズ」（City Series）で、毎年行われたわけではないが、この両チームがワールド・シリーズに進出できなかった場合にワールドシリーズ中の10月に試合を行った。1940年以降は、ヤンキースは頻繁にワールドシリーズに進出したため、この開催は難しくなった。1941年から1957年までの17年間でヤンキースは12回ワールドシリーズに進出している（進出できなかったのは1944年、1945年、1946年、1948年、そして1954年である）。1957年以降は、ナ・リーグのジャイアンツとドジャースの両チームともニューヨーク市からカリフォルニア州に移転した。
これらのナ・リーグの2チームがニューヨーク市から移転する以前、ヤンキースとドジャースは毎年シーズン半ばに市長杯（Mayor's Trophy Game）と呼ばれる試合を開催していた。これは市内の草野球チームのためのチャリティゲームであった。ヤンキースからの収益はマンハッタンとブロンクスのチームへと寄付され、ドジャースからの収益はロングアイランドとスタテンアイランドのチームに寄付された。1957年にドジャースはロサンゼルスに、ジャイアンツはサンフランシスコに移転したため、この市長杯は終了した。この後、ニューヨーク市内のメジャーリーグチームはヤンキースのみとなったが、1962年にナ・リーグにニューヨーク・メッツが新設され、1963年に市長杯は復活した。両チームのオーナー間の諍いや利益をめぐる問題から、市長杯は1983年のシーズンをもって廃止された。1989年に、開幕戦前のオープン戦として「Mayor's Challenge」が復活し開催された。

## 近年の用法

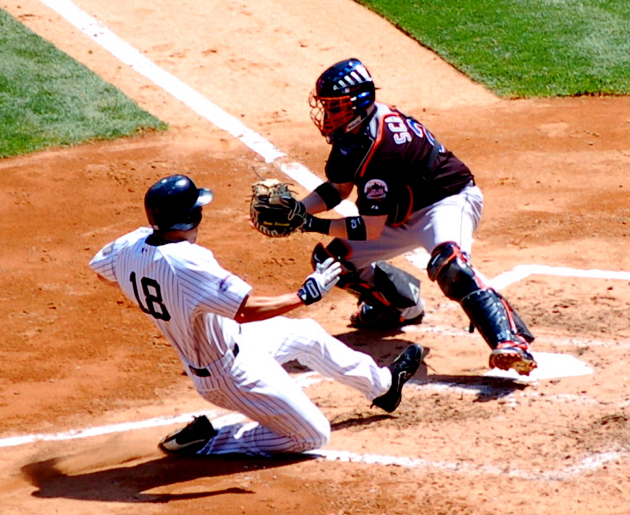
2008年のサブウェイ・シリーズ。ヤンキースのジョニー・デイモン（左）とメッツのブライアン・シュナイダー（右）。

近年では、前述の通り「サブウェイ・シリーズ」と言えば、現在のニューヨーク市内のチームであるニューヨーク・ヤンキースとニューヨーク・メッツの対戦を指す。両チームのホーム球場はニューヨーク市地下鉄でアクセス可能である。ヤンキー・スタジアムの最寄駅は161丁目-ヤンキー・スタジアム駅で、シティ・フィールドの最寄駅はメッツ-ウィレッツ・ポイント駅である。

### 2000年ワールド・シリーズ
ニューヨーク・ヤンキースとニューヨーク・メッツの「サブウェイ・シリーズ」は主に2000年のワールドシリーズのことを指している。この対戦ではヤンキースが4勝1敗で勝利し、シェイ・スタジアムのメッツファンの前で26度目のワールドシリーズ制覇を祝福した。これは、シェイ・スタジアムの歴史において、初めてビジターチームがワールドシリーズを勝ち取った試合となった。これ以前に、1969と1986の2度シェイ・スタジアムでワールドシリーズが戦われたが、2度ともメッツが優勝している。
2000年のワールドシリーズ中、ニューヨーク市地下鉄7系統を走る列車（メッツのホームであるクイーンズのシェイ・スタジアムへ行く）と4系統の列車（ヤンキースのホームであるブロンクスのヤンキー・スタジアムへ行く）が特別デザインとなった。7トレインはメッツのチームカラーの青とオレンジに塗られ、メッツの「NY」ロゴが描かれた。4トレインはヤンキースのチームカラーの青と白、そしてヤンキースの「NY」ロゴが描かれた。また、試合観戦者には無料の地下鉄アクセスが提供された。ヤンキースファンは「Yankees in 4 and not in 7」（それぞれの球場行きの電車の系統番号とかけて、ヤンキースは最長の7試合戦わなくても最短の4連勝で優勝を決めるという意味が込められている）と掲げる者もいた。この数字は、地下鉄の系統ラベルと同じデザインで、4は緑色の円、7は紫の円で囲まれていた。

## ニューヨークの他のライバル関係
- ニックスとネッツ（英語版）
- アイスランダースとレンジャース（英語版）